# Eugen Maria Albrecht

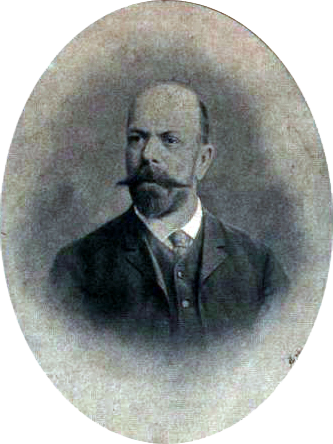
Eugen Maria Albrecht

Eugen Maria Albrecht (russisch Евгений Карлович Альбрехт, transkribiert Jewgeni Karlowitsch Albrecht; * 16. Juli 1842 in Sankt Petersburg; † 9. Februar 1894 ebenda) war ein russischer Geiger, Dirigent, Musikpädagoge und Musikschriftsteller deutscher Abstammung.

## Leben und Wirken
Eugen Albrecht war der Sohn des aus Deutschland stammenden Dirigenten Karl Albrecht. Er war von 1857 bis 1860 Schüler von Ferdinand David am Leipziger Konservatorium, weitere Lehrer waren Moritz Hauptmann, Ignaz Moscheles und Ernst Friedrich Richter. Unmittelbar nach Beendigung seines Studiums wurde er Geiger im Orchester der italienischen Oper in Petersburg. 1866 erhielt er vom Chef der Militärschulen den Auftrag, mit einer Kommission einen Plan für das Erlernen der Musik und des Singens in den allgemeinbildenden Schulen des Militärs zu erarbeiten. In diesem Zusammenhang wurde er Hauptherausgeber von drei Liedsammlungen.
1872 erfolgte seine Ernennung zum Musikinspektor aller kaiserlichen Orchester der Stadt und 1892 wurde er zum Bibliothekar der kaiserlichen Theater bestellt. 1872 war Albrecht Mitbegründer des Petersburger Kammermusikvereins und von 1881 bis 1886 Vorsitzender der Philharmonischen Gesellschaft, als solcher hatte großen Einfluss auf die Modernisierung der russischen Orchester im ausgehenden 19. Jahrhundert. Diesbezüglich hatte er zwischen 1880 und 1892 einen regen Schriftverkehr mit Peter Tschaikowski.
Als Geigenlehrer unterrichtete er verschiedene Mitglieder der Zarenfamilie und verfasste in diesem Zusammenhang ein Lehrwerk für Geige.

## Werke und Schriften
Neben seinen Schriften komponierte Albrecht einige in Vergessenheit geratene Werke.
- Sammlung „128 Kinder-, Wiegen- und Volkslieder“
- Sammlung „115 volkstümliche literarische, historische und militärische Lieder für Schulen 1, 2 und 3 Stimmen“
- Sammlung „Russische Soldaten-, Kosaken- und Matrosenlieder“ mit H.H. Wessel (Sankt Petersburg, 1875)
- „Die Vergangenheit und Gegenwart des Orchesters“ (Sankt Petersburg, 1886)
- „Das Petersburger Konservatorium“, (Sankt Petersburg, 1893)
- Violinschule (1885)